# UMF Víkingur
UMF Víkingur (Ungmennafélagið Víkingur) ist ein isländischer Sportverein aus Ólafsvík.

## Geschichte
Der Verein wurde im Jahr 1928 gegründet. Die meiste Zeit über spielte er in den unteren Ligen Islands. Nach einem Zusammenschluss mit anderen kleineren Teams von der Halbinsel Snæfellsnes im Jahre 2002, gelangen dem Verein einige sportliche Erfolge. Von der vierten Liga folgte der Durchmarsch in die zweitklassige 1. deild karla, aus der man nach zwei Jahren jedoch wieder abstieg. 2010 gelang der erneute Aufstieg und zwei Jahre später 2012 erreichte der Verein mit einem zweiten Platz den Aufstieg in die erstklassige Pepsideild und somit den bisher größten sportlichen Erfolg der Vereinsgeschichte.
Nach dem Abstieg in der Folgesaison und zwei weiteren Jahren in der zweiten Liga stieg Vikingur 2015 erneut auf.

## Erfolge
- Aufstieg in die erste Liga: 2012, 2015
- Aufstieg in die zweite Liga: 1974, 2004, 2010
- Meister der dritten Liga: 2003